# Pristurus mazbah
Pristurus mazbah es una especie de gecos de la familia Sphaerodactylidae.

## Distribución geográfica
Es endémica del oeste del Yemen.